# Камнеломка Арендса
Камнеломка Арендса (лат. Saxifraga × arendsii) — многолетнее вечнозелёное травянистое растение, гибридный вид рода Камнеломка (Saxifraga) семейства Камнеломковые (Saxifragaceae). Представляет собой группу сложных садовых гибридов различных видов этого рода — Saxifraga hypnoides, Saxifraga decipiens, Saxifraga granulata, а также Saxifraga exarata, Saxifraga moschata и Saxifraga rosacea. В культуре — с начала XX века.
Популярное декоративное садовое растение, культивируется по всему свету, активно используется в альпинариях, может использоваться для выращивания в трещинах камней.

## Биологическое описание

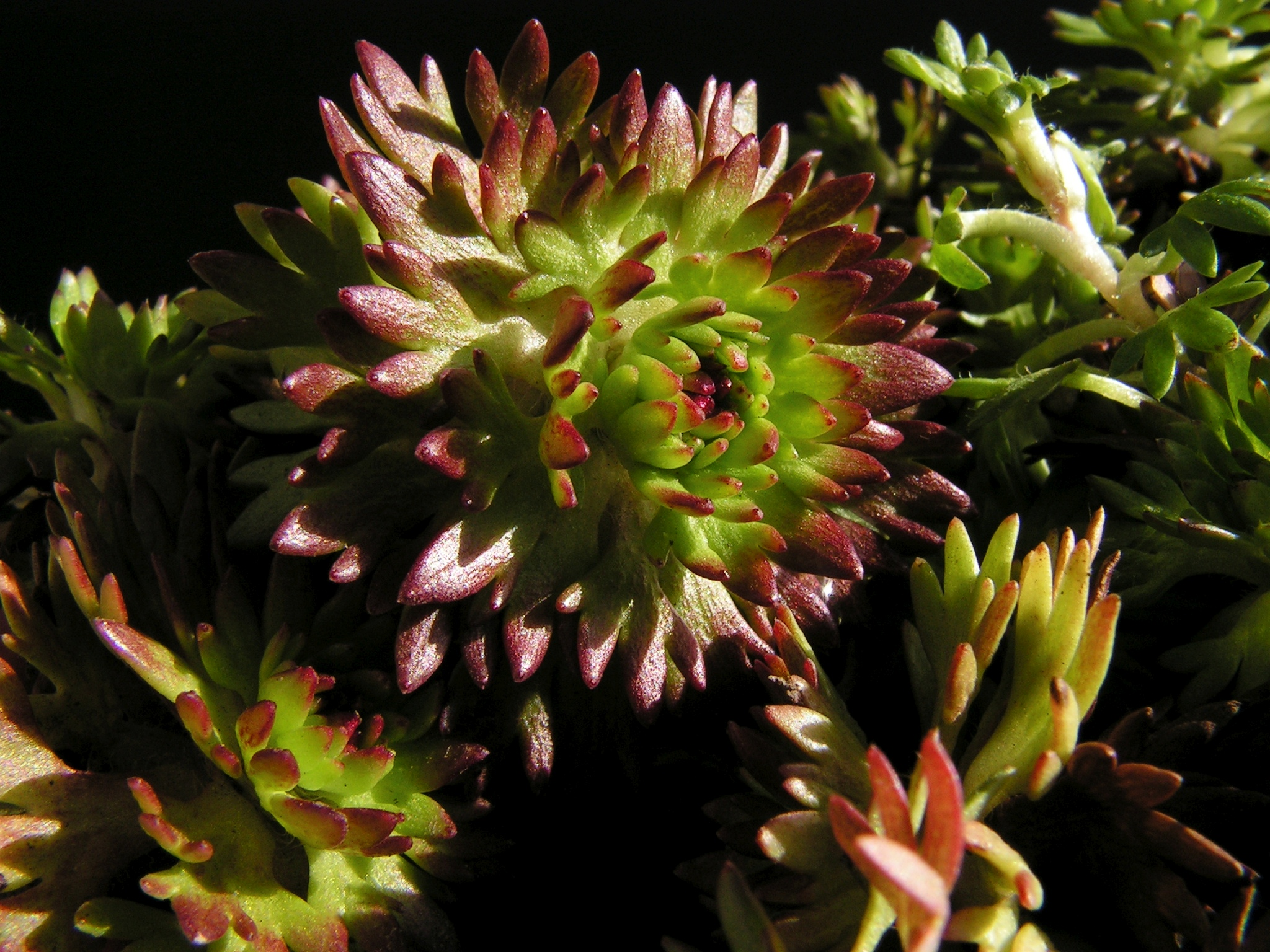
Розетки листьев крупным планом

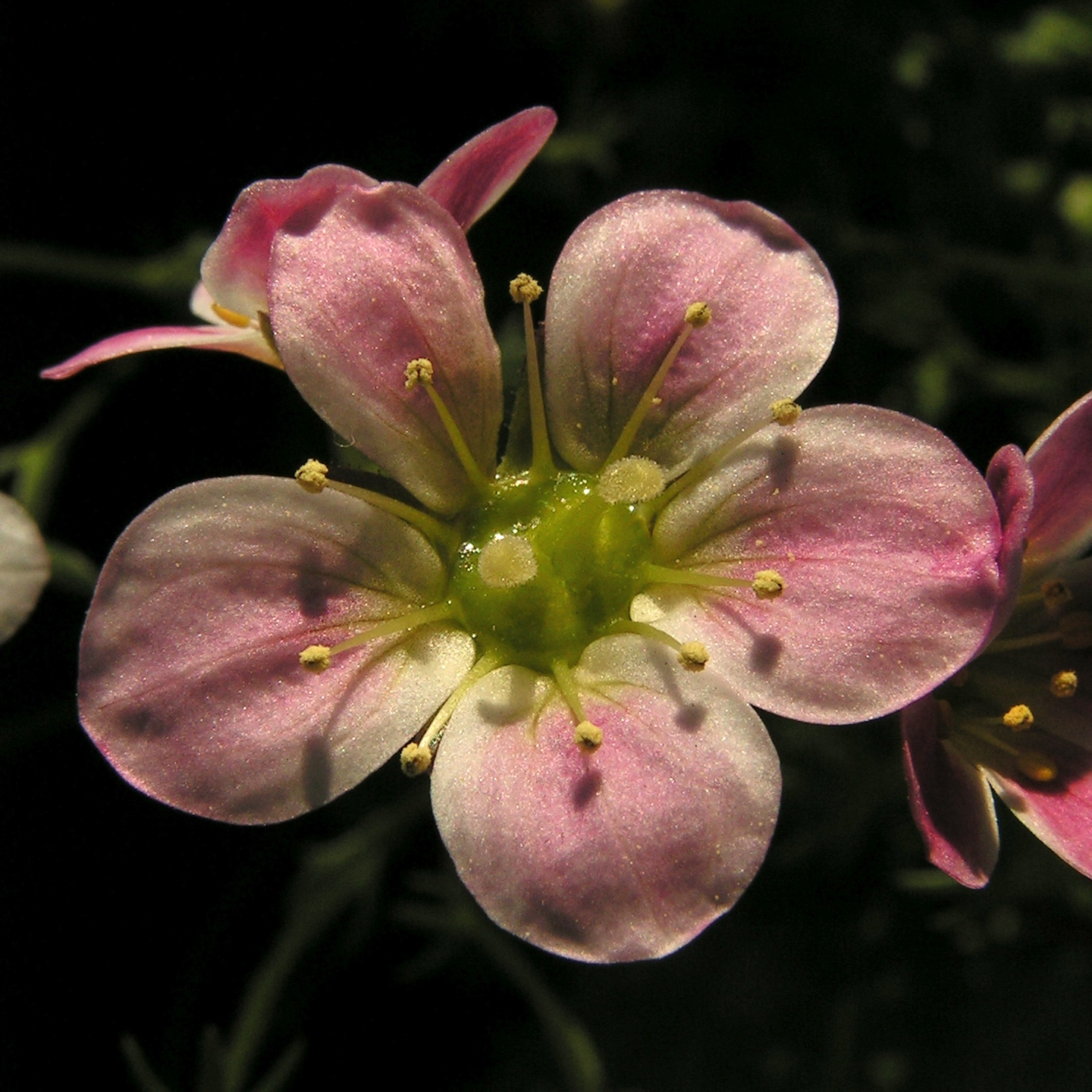
Цветок крупным планом, видны 10 тычинок и два столбика

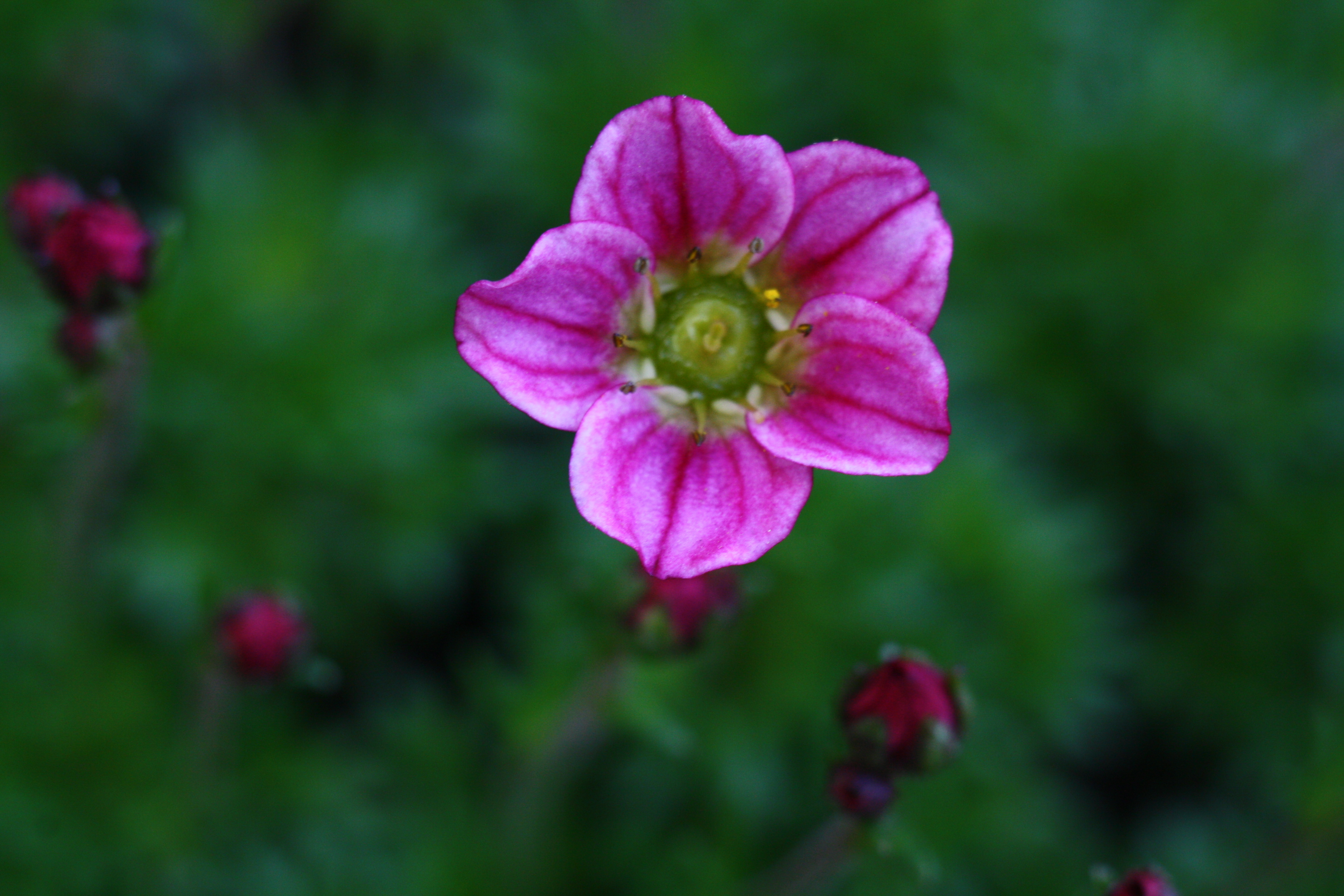
Камнеломка Арендса нередко используется при оформлении альпийских горок

Многолетние вечнозелёные травянистые растения. Листья глянцевые, лопастные, более или менее глубоко рассечённые, с широкими плоскими черешками, по форме могут отличаться у разных сортов, собраны в мелкие плотные прикорневые розетки. Поскольку розетки прижаты друг к другу, растения образуют плотные заросли, напоминающие мох. С этой ассоциацией связано и английское общеупотребительное название растения — Mossy Saxifrage («мшистая камнеломка», «моховая камнеломка»). Стебли тонкие, длинные, облиственные, достигают высоты от 10 до 25 см.
На конце стебля располагается несколько колокольчатых восходящих цветков. Цветки с двойным околоцветником, пятичленные. Чашечка тёмно-зелёная. Лепестков пять, они раздельные, округлой формы, могут быть, в зависимости от сорта, различной окраски — белые, желтоватые, розовые, различных оттенков красного и фиолетового. Замечено, что имеется зависимость между высотой над уровнем моря территории, на которой выращивается растение, и интенсивностью окраски листьев и цветков: чем больше высота, чем интенсивнее становится окраска.
Тычинок десять, гинецей — с двумя свободными столбиками. Плод — двугнёздная коробочка. Семена очень мелкие: в одном грамме их содержится от 17 до 20 тысяч штук.
Растения цветут в течение примерно 30 дней в период с марта по август; в условиях Средней полосы России — обычно в апреле — июне.

## Сорта
Выведение сортов камнеломки, изначально называвшихся «гибриды Арендса» (Arendsii-hibridae), связано с деятельностью немецкого селекционера Георга Адальберта Арендса (1863—1952). Выведено большое число сортов, отличающихся в первую очередь окраской лепестков, а также формой листьев.
Некоторые сорта:
- 'Bluttenteppich' (syn. 'Blood Carpet') — растения высотой до 15 см с карминово-красными цветками[4],
- 'Peter Pan',
- 'Purpurmantel' — растения высотой до 20 см с пурпурово-розовыми цветками[4],
- 'Schneeteppich' — растения с чисто-белыми цветками[4],

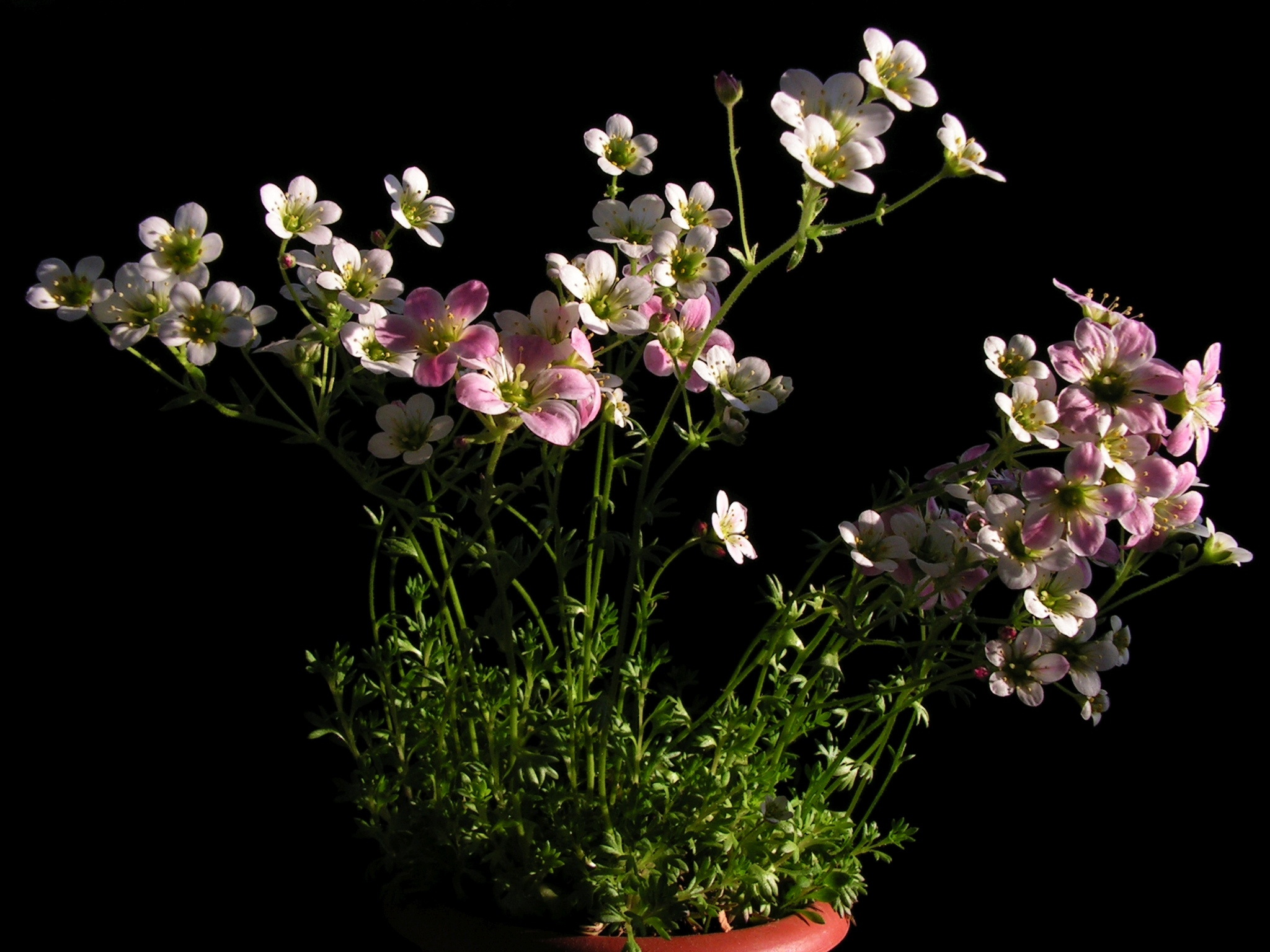
Камнеломка Арендса, выращиваемая как комнатное растение; цветущие растения разных сортов

- 'Triumph',
- 'Variegata',
- 'Weisser Zwerg'.

## Агротехника
Камнеломка Арендса лучше всего развивается в достаточно влажной питательной дренированной почве. Оптимальное освещение — полутень, в то же время растение может расти и под прямыми солнечными лучами. Размножение — семенами, а также делением корневища и черенками. Делением растения размножают либо после цветения, либо осенью, при этом молодые саженцы следует содержать в тени.
В альпинариях растения обычно высаживают большими группами. Старые дернины камнеломки обычно имеют не слишком привлекательный вид, поэтому желательно время от времени проводить обновление посадок.
Зоны морозостойкости — от 6 до 9.